# Beckingen (stacja kolejowa)
Beckingen – stacja kolejowa w Beckingen, w kraju związkowym Saara, w Niemczech. Znajdują się tu 2 perony.